# Soletellina chinensis
Soletellina chinensis is een tweekleppigensoort uit de familie van de Psammobiidae. De wetenschappelijke naam van de soort is voor het eerst geldig gepubliceerd in 1853 door Mörch.